# Hermenold d'Auxerre
Hermenold d'Auxerre (771- ??), compagnon de Charlemagne est le premier Comte d'Auxerre.